# Rhynchospora urbanii
Rhynchospora urbanii là loài thực vật có hoa trong họ Cói. Loài này được Boeckeler miêu tả khoa học đầu tiên năm 1888.